# Glyptopimpla lota
Glyptopimpla lota là một loài tò vò trong họ Ichneumonidae.